# Jonas Jablonskis

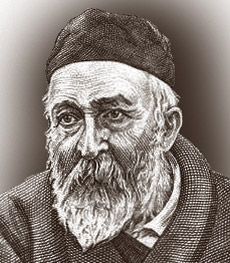
Jonas Jablonskis

Jonas Jablonskis, ps. Rygiškių Jonas (ur. 30 grudnia 1860 w Kubilėliai w rejonie szakowskim, zm. 23 lutego 1930 w Kownie) – litewski językoznawca i tłumacz, twórca współczesnego standardu języka litewskiego.

## Życiorys
Nauki pobierał w mariampolskim gimnazjum, po czym studiował filologię klasyczną na Uniwersytecie Moskiewskim (ukończył w 1885).
Po studiach nauczał łaciny i greki w gimnazjum mitawskim, Tallinnie, Poniewieżu, Grodnie i Brześciu nad Bugiem.
Ze względu na zaangażowanie w litewski ruch odrodzeniowy władze wysłały go do Pskowa. W latach 1904–1905 pracował w redakcjach „Vilniaus žinios” i „Lietuvos ukininkas”.
W czasie I wojny światowej na krótko znalazł się w Wieliżu, później pracował w gimnazjum w Woroneżu. Po powrocie na Litwę wykładał językoznawstwo na Uniwersytecie Kowieńskim. Publikował artykuły na temat mowy litewskiej w gazetach „Aušra”, „Varpas”, „Lietuvos żinios”, „Vairas”.

## Publikacje
- Lietuvių kalbos gramatika (1922)
- Lietuvių kalbos vadovėlis (1925)
- Linksniai ir prielinksniai (1928)

## Wkład w rozwój języka litewskiego
Był twórcą wielu neologizmów w języku litewskim, m.in.: vandenilis, deguonis, atvirukas, pirmadienis, antradienis, vienaskaita, daugiskaita, ateitis, praeitis, degtukas, pieštukas, pojūtis, įtaka, pažanga, tiesė, kreivė, vadovėlis, teismas.